# 愉快犯
愉快犯（日语：／ Yukaihan)，日語發音似誘拐犯（／ Yūkaihan） ，藉由犯罪行為引發人們或社會的恐慌，然後暗中觀察這些人的反應（害怕、窘迫、不快、不幸）以取乐和竊喜的犯罪者。由於犯罪沒有針對特定目標，且犯人與被害人可能無利益關係，所以较难依照犯罪動機追查嫌犯。

## 案例

### 日本
- 1977年，氫氰酸可樂無差別殺人事件（日语：青酸コーラ無差別殺人事件）
- 1984年，格力高·森永事件
- 2009年12月，超市食品遭人插入縫衣針[1]

- 1980年代以來「麥田圈」

### 在虛構作品引用
- 夏日大作戰（男主角被誤認為愉快犯）
- 日渡早紀的漫畫《包圍我的月光》（男主角誤以為他爸爸是愉快犯）
- 魔法使的新娘的灰之目
- 約會大作戰的維斯考特(承認自己是愉悅犯)

韓dao被某些維基人指稱是愉快犯，我欣然接受；韓是本世紀最偉大的LTA，且不像影武者及一些腦袋有問題或者沒路用的LTA。 